# العلاقات الدومينيكية المالاوية
العلاقات الدومينيكية المالاوية هي العلاقات الثنائية التي تجمع بين دومينيكا ومالاوي.

## مقارنة بين البلدين
هذه مقارنة عامة ومرجعية للدولتين:
| وجه المقارنة                                              | دومينيكا              | مالاوي                     |
| --------------------------------------------------------- | --------------------- | -------------------------- |
| المساحة (كم2)                                             | 751                   | 118.48 ألف                 |
| عدد السكان (نسمة)                                         | 73.92 ألف             | 18.62 مليون                |
| الكثافة السكانية (ن./كم²)                                 | 9.84 ألف              | 157.16                     |
| العاصمة                                                   | روسو                  | ليلونغوي، زومبا            |
| اللغة الرسمية                                             | لغة إنجليزية          | لغة إنجليزية، لغة الشيشيوا |
| العملة                                                    | دولار شرق الكاريبي    | كواشا ملاوية               |
| الناتج المحلي الإجمالي (بليون دولار)                      | 562.54 مليون          | 6.30 مليار                 |
| الناتج المحلي الإجمالي (تعادل القوة الشرائية) بليون دولار | 789.63 مليون          | 22.43 مليار                |
| الناتج المحلي الإجمالي الاسمي للفرد دولار أمريكي          | 7.12 ألف              | 338                        |
| الناتج المحلي الإجمالي للفرد دولار أمريكي                 | 10.88 ألف             | 1.20 ألف                   |
| مؤشر التنمية البشرية                                      | 0.724                 | 0.445                      |
| رمز المكالمات الدولي                                      | +1767                 | +265                       |
| رمز الإنترنت                                              | .dm                   | .mw                        |
| المنطقة الزمنية                                           | 00، توقيت أطلنطي موحد | ت ع م+02:00                |

## منظمات دولية مشتركة
يشترك البلدان في عضوية مجموعة من المنظمات الدولية، منها:
| علم المنظمة | اسم المنظمة                                 | تاريخ انضمام دومينيكا | تاريخ انضمام مالاوي |
| ----------- | ------------------------------------------- | --------------------- | ------------------- |
|             | مؤسسة التنمية الدولية                       | 29 سبتمبر 1980        | 19 يوليو 1965       |
|             | يونسكو                                      | 9 يناير 1979          | 27 أكتوبر 1964      |
|             | وكالة ضمان الاستثمار متعدد الأطراف          | 7 أكتوبر 1991         | 12 أبريل 1988       |
|             | الأمم المتحدة                               | 18 ديسمبر 1978        | 1 ديسمبر 1964       |
|             | مجموعة دول أفريقيا والكاريبي والمحيط الهادئ | ?                     | ?                   |
|             | دول الكومنولث                               | ?                     | ?                   |
|             | الاتحاد البريدي العالمي                     | ?                     | ?                   |
|             | البنك الدولي للإنشاء والتعمير               | 29 سبتمبر 1980        | 19 يوليو 1965       |
|             | الاتحاد الدولي للاتصالات                    | 28 أكتوبر 1996        | 19 فبراير 1965      |
|             | منظمة حظر الأسلحة الكيميائية                | ?                     | ?                   |
|             | مؤسسة التمويل الدولية                       | 29 سبتمبر 1980        | 19 يوليو 1965       |
|             | منظمة التجارة العالمية                      | ?                     | ?                   |
|             | منظمة الشرطة الجنائية الدولية               | ?                     | ?                   |